# تپه کهریزه عجم
تپه کهریزه عجم مربوط به دوران پیش از تاریخ ایران باستان - دوران‌های تاریخی پس از اسلام است و در شهرستان نقده، بخش مرکزی، روستای کهربزه عجم واقع شده و این اثر در تاریخ ۷ مهر ۱۳۸۱ با شمارهٔ ثبت ۶۲۲۷ به‌عنوان یکی از آثار ملی ایران به ثبت رسیده است.